# Capão do Leão
Capão do Leão is een gemeente in de Braziliaanse deelstaat Rio Grande do Sul. De gemeente telt 24.458 inwoners (schatting 2009).

## Aangrenzende gemeenten
De gemeente grenst aan Arroio Grande, Cerrito, Morro Redondo, Pedro Osório, Pelotas en Rio Grande.